# Er musicista
Er musicista è un singolo del gruppo musicale italiano Tiromancino, pubblicato il 18 maggio 2021 come terzo estratto dal tredicesimo album in studio Ho cambiato tante case.

## Descrizione
Il singolo fa parte della colonna sonora del film Morrison diretto da Federico Zampaglione e ha visto la partecipazione vocale del cantante e rapper Franco126.

## Video musicale
Il videoclip è stato pubblicato il 21 maggio 2021 sul canale YouTube del gruppo ed è un vero e proprio backstage del film di Zampaglione.

## Tracce
Testi di Federico Zampaglione, Federico Bertollini, musiche di Federico Zampaglione.
1. Er musicista – 4:09